# ماریو جوبرتونی
ماریو جوبرتونی (انگلیسی: Mario Giubertoni؛ زادهٔ ۸ دسامبر ۱۹۴۵) بازیکن فوتبال اهل ایتالیا است.
از باشگاه‌هایی که در آن بازی کرده‌است می‌توان به باشگاه فوتبال هلاس ورونا، باشگاه فوتبال اینتر میلان، و باشگاه فوتبال پالرمو اشاره کرد.